# Hampsonodes bicornuta
Hampsonodes bicornuta är en fjärilsart som beskrevs av Emilio Berio 1966. Hampsonodes bicornuta ingår i släktet Hampsonodes och familjen nattflyn. Inga underarter finns listade i Catalogue of Life.